# Procedura-S
La procedura-S è un teorema che stabilisce le condizioni rispetto alle quali una particolare diseguaglianza quadratica è conseguenza di un'altra diseguaglianza quadratica. Tale risultato è stato sviluppato in modo indipendente in diversi contesti  e trova applicazione nella teoria del controllo, nell'algebra lineare e nell'ottimizzazione.

## Enunciato della procedura-S
Si considerino le matrici simmetriche {\displaystyle A_{1},A_{2}\in S^{n}}, i vettori {\displaystyle b_{1},b_{2}\in \mathbb {R} ^{n}}, due numeri reali {\displaystyle c_{1},c_{2}\in \mathbb {R} } e si supponga esista un {\displaystyle {\hat {x}}} per cui valga {\displaystyle {\hat {x}}^{T}A_{2}{\hat {x}}+2b_{2}^{T}{\hat {x}}+c_{2}<0\,.}Allora esiste un {\displaystyle x\in \mathbb {R} ^{n}}che soddisfi
{\displaystyle x^{T}A_{1}x+2b_{1}^{T}x+c_{1}<0\,,\qquad x^{T}A_{2}x+2b_{2}^{T}x+c_{2}\leq 0\,,}
se e solo se non esiste alcun {\displaystyle \lambda } tale che
{\displaystyle \lambda \geq 0\,,\qquad {\begin{bmatrix}A_{1}&b_{1}\\b_{1}^{T}&c_{1}\end{bmatrix}}+\lambda {\begin{bmatrix}A_{2}&b_{2}\\b_{2}^{T}&c_{2}\end{bmatrix}}\succeq 0.}
Tale teorema, che può essere considerato un teorema delle alternative, può essere enunciato nella seguente forma: l'implicazione
{\displaystyle x^{T}A_{1}x+2b_{1}^{T}x+c_{1}\leq 0\quad \Longrightarrow \quad x^{T}A_{2}x+2b_{2}^{T}x+c_{2}\leq 0\,,}
vale se e solo se esiste un {\displaystyle \lambda } tale che
{\displaystyle \lambda \geq 0\,,\qquad {\begin{bmatrix}A_{2}&b_{2}\\b_{2}^{T}&c_{2}\end{bmatrix}}\preceq \lambda {\begin{bmatrix}A_{1}&b_{1}\\b_{1}^{T}&c_{1}\end{bmatrix}}\,,}
ammesso che esista un punto {\displaystyle {\hat {x}}} per cui {\displaystyle {\hat {x}}^{T}A_{1}{\hat {x}}+2b_{1}^{T}{\hat {x}}+c_{1}<0\,.}